# Bélâbre
Bélâbre és un municipi francès, situat al departament de l'Indre i a la regió de Centre – Vall del Loira. L'any 2007 tenia 958 habitants.

## Demografia

### Població
El 2007 la població de fet de Bélâbre era de 958 persones. Hi havia 463 famílies, de les quals 172 eren unipersonals (86 homes vivint sols i 86 dones vivint soles), 185 parelles sense fills, 79 parelles amb fills i 27 famílies monoparentals amb fills.
La població ha evolucionat segons el següent gràfic:
Habitants censats

### Habitatges
El 2007 hi havia 704 habitatges, 469 eren l'habitatge principal de la família, 157 eren segones residències i 77 estaven desocupats. 658 eren cases i 32 eren apartaments. Dels 469 habitatges principals, 363 estaven ocupats pels seus propietaris, 85 estaven llogats i ocupats pels llogaters i 21 estaven cedits a títol gratuït; 8 tenien una cambra, 32 en tenien dues, 97 en tenien tres, 138 en tenien quatre i 193 en tenien cinc o més. 328 habitatges disposaven pel capbaix d'una plaça de pàrquing. A 226 habitatges hi havia un automòbil i a 150 n'hi havia dos o més.

### Piràmide de població
La piràmide de població per edats i sexe el 2009 era:
| Homes | Edats   | Dones |
| ----- | ------- | ----- |
| 0     | 95 o +  | 0     |
| 0     | 90 a 94 | 8     |
| 24    | 85 a 89 | 24    |
| 12    | 80 a 84 | 12    |
| 32    | 75 a 79 | 52    |
| 32    | 70 a 74 | 28    |
| 32    | 65 a 69 | 36    |
| 60    | 60 a 64 | 64    |
| 24    | 55 a 59 | 36    |
| 40    | 50 a 54 | 40    |
| 24    | 45 a 49 | 40    |
| 36    | 40 a 44 | 28    |
| 32    | 35 a 39 | 12    |
| 32    | 30 a 34 | 32    |
| 28    | 25 a 29 | 20    |
| 12    | 20 a 24 | 12    |
| 28    | 15 a 19 | 20    |
| 12    | 10 a 14 | 32    |
| 36    | 5 a 9   | 0     |
| 28    | 0 a 4   | 24    |

## Economia
El 2007 la població en edat de treballar era de 517 persones, 350 eren actives i 167 eren inactives. De les 350 persones actives 313 estaven ocupades (165 homes i 148 dones) i 37 estaven aturades (16 homes i 21 dones). De les 167 persones inactives 90 estaven jubilades, 36 estaven estudiant i 41 estaven classificades com a «altres inactius».

### Ingressos
El 2009 a Bélâbre hi havia 493 unitats fiscals que integraven 1.040,5 persones, la mediana anual d'ingressos fiscals per persona era de 15.458 €.

### Activitats econòmiques
Dels 57 establiments que hi havia el 2007, 3 eren d'empreses alimentàries, 4 d'empreses de fabricació d'altres productes industrials, 15 d'empreses de construcció, 9 d'empreses de comerç i reparació d'automòbils, 3 d'empreses de transport, 3 d'empreses d'hostatgeria i restauració, 2 d'empreses financeres, 3 d'empreses immobiliàries, 6 d'empreses de serveis, 6 d'entitats de l'administració pública i 3 d'empreses classificades com a «altres activitats de serveis».
Dels 22 establiments de servei als particulars que hi havia el 2009, 1 era una gendarmeria, 1 oficina de correu, 1 una oficina bancària, 1 funerària, 3 tallers de reparació d'automòbils i de material agrícola, 4 paletes, 2 guixaires pintors, 3 fusteries, 1 lampisteria, 2 electricistes, 1 perruqueria, 1 restaurant i 1 agència immobiliària.
Dels 8 establiments comercials que hi havia el 2009, 1 era una gran superfície de material de bricolatge, 3 fleques, 2 carnisseries, 1 una llibreria i 1 una sabateria.
L'any 2000 a Bélâbre hi havia 29 explotacions agrícoles que ocupaven un total de 2.432 hectàrees.

## Equipaments sanitaris i escolars
El 2009 hi havia 1 farmàcia i 1 ambulància.
El 2009 hi havia una escola elemental.

## Poblacions més properes
El següent diagrama mostra les poblacions més properes.